# Abdelaziz Barrada
Abdelaziz Barrada (Provins, 19 juni 1989 – 24 oktober 2024) was een Marokkaans voetballer die bij voorkeur als middenvelder speelde. Hij stond onder contract voor clubs als Getafe CF en Olympique Marseille. Barrada was van 2012 tot 2015 actief voor het Marokkaans voetbalelftal waarvoor hij 28 interlands speelde en vier keer scoorde.
Hij begon zijn loopbaan bij  het lokale US Sénart-Moissy, kwam daarna bij het 2de elftal van Paris Saint-Germain terecht om dan uiteindelijk bij Getafe te belanden. Ook daar speelde hij eerst voor Getafe B, het reserve-elftal van het Spaanse team. Barrada nam met het Marokkaans olympisch voetbalelftal onder leiding van de Nederlandse bondscoach Pim Verbeek deel aan de Olympische Spelen van 2012 in Londen. 
Barrada overleed op 24 oktober 2024 aan een hartaanval. Hij werd 35 jaar oud.